# Cryphia petrea
Cryphia petrea är en fjärilsart som beskrevs av Achille Guenée 1852. Cryphia petrea ingår i släktet Cryphia och familjen nattflyn. Inga underarter finns listade i Catalogue of Life.